# 岩卫矛
岩卫矛（学名：Euonymus saxicolus）是卫矛科卫矛属的植物，是中国的特有植物。分布在中国大陆的四川等地，生长于海拔1,300米至3,300米的地区，一般生长在长山中岩石壁上，目前尚未由人工引种栽培。